# Campeau (Nord)
Pour les articles homonymes, voir Campeau.
Campeau est une commune française disparue dans les années 1790 à la suite de sa fusion avec Villers-au-Bois pour donner naissance à Villers-Campeau. Cette commune est par la suite absorbée le 12 avril 1947 par Somain. La famille Remÿ a adjoint Campeau à son nom de famille pour donner Remÿ de Campeau. Plusieurs personnes de cette famille ont été maires de Villers-Campeau au cours du XIXe siècle.

## Histoire
Villers-au-Bois et Campeau fusionnent dans les années 1790 pour former Villers-Campeau. Campeau est situé au sud de l'actuelle ligne de Douai à Blanc-Misseron, actuel chemin de Traisnel. Campeau n'a plus d'église depuis que celle-ci a été détruite lors de la révolution de 1789.

## Démographie
Campeau compte trente habitants en 1793 contre quatre-vingt-trois la même année pour Villers-au-Bois. Lors du recensement de 1800, Villers-Campeau compte cent-cinquante-quatre habitants.